# Männedorf
Männedorf (Mänidorf im lokalen Zürichdeutsch) ist eine politische Gemeinde im Schweizer Kanton Zürich. Sie liegt am rechten Zürichseeufer – der sogenannten Goldküste – und gehört zum Bezirk Meilen.

## Geographie

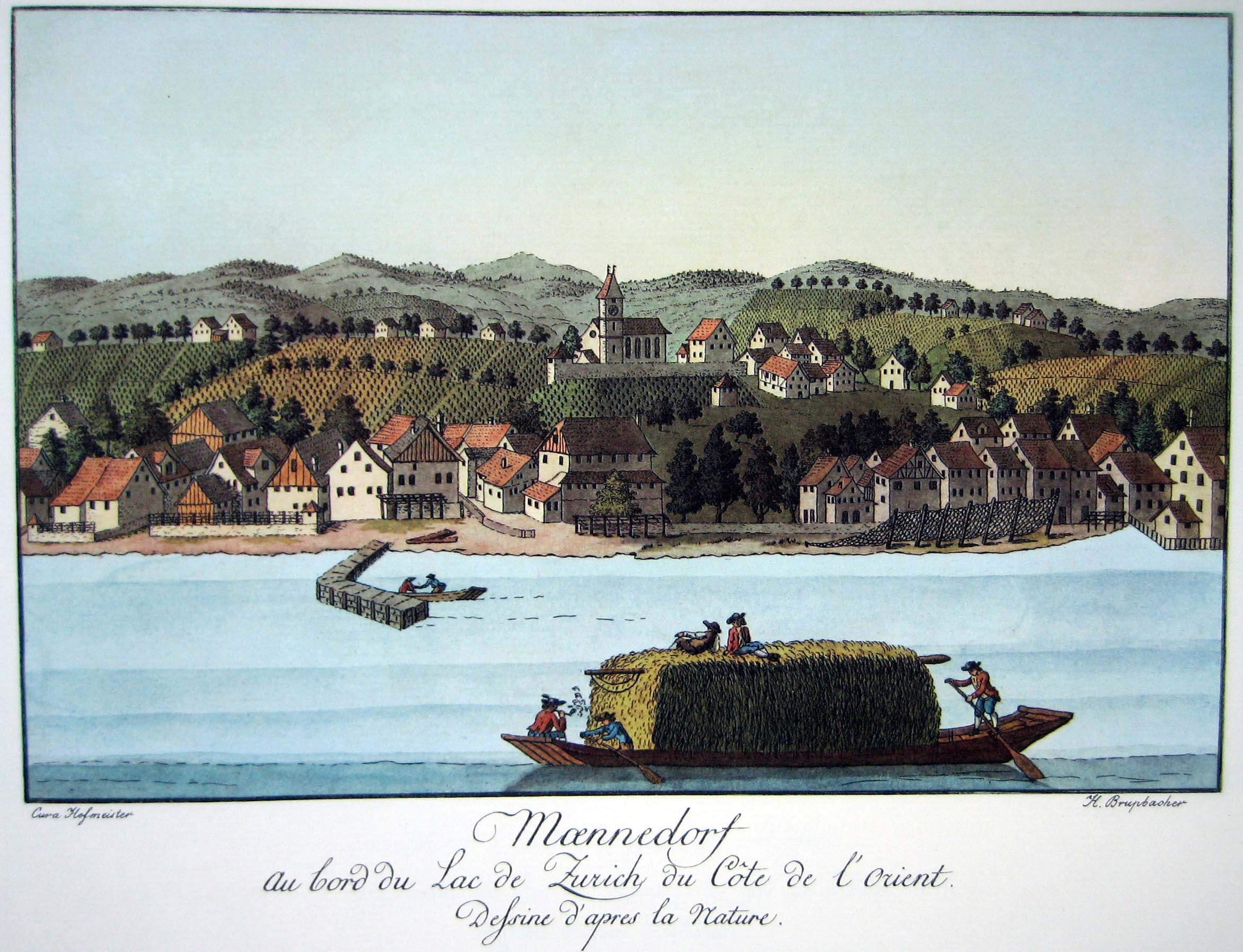
Männedorf auf einem Stich von Heinrich Brupbacher

Die Fläche beträgt 476 ha, davon sind 26,3 % Landwirtschaftsfläche, 37,8 % Siedlungsfläche, 23,9 % Wald, 11,6 % Verkehrsfläche, 0,2 % Gewässer, und 0,2 % sind unproduktive Fläche (Stand 2018). Die Gemeinde erstreckt sich am südlichen Abhang des Pfannenstiels vom rechten Zürichseeufer bis zum Stäfner Türli. Das Seeufer liegt auf 406 Metern über Meer, der Stollen auf 661 Metern. Die Gemeinde liegt auf Terrassen, die parallel zum Pfannenstielrücken verlaufen. Das ursprünglich kleine landwirtschaftlich geprägte Dorf am Seeufer hat sich seit dem Bau der Eisenbahn stark gewandelt und den Berg hinauf ausgedehnt. Dank der Planung einer Autobahn, für die das Strassenamt Grundstücke kaufte, ist der obere Teil von Männedorf heute ein Naherholungsgebiet. Männedorf ist Bestandteil der städtischen Agglomeration der Stadt Zürich und zürichwärts mit dieser einigermassen verwachsen.

## Geschichte

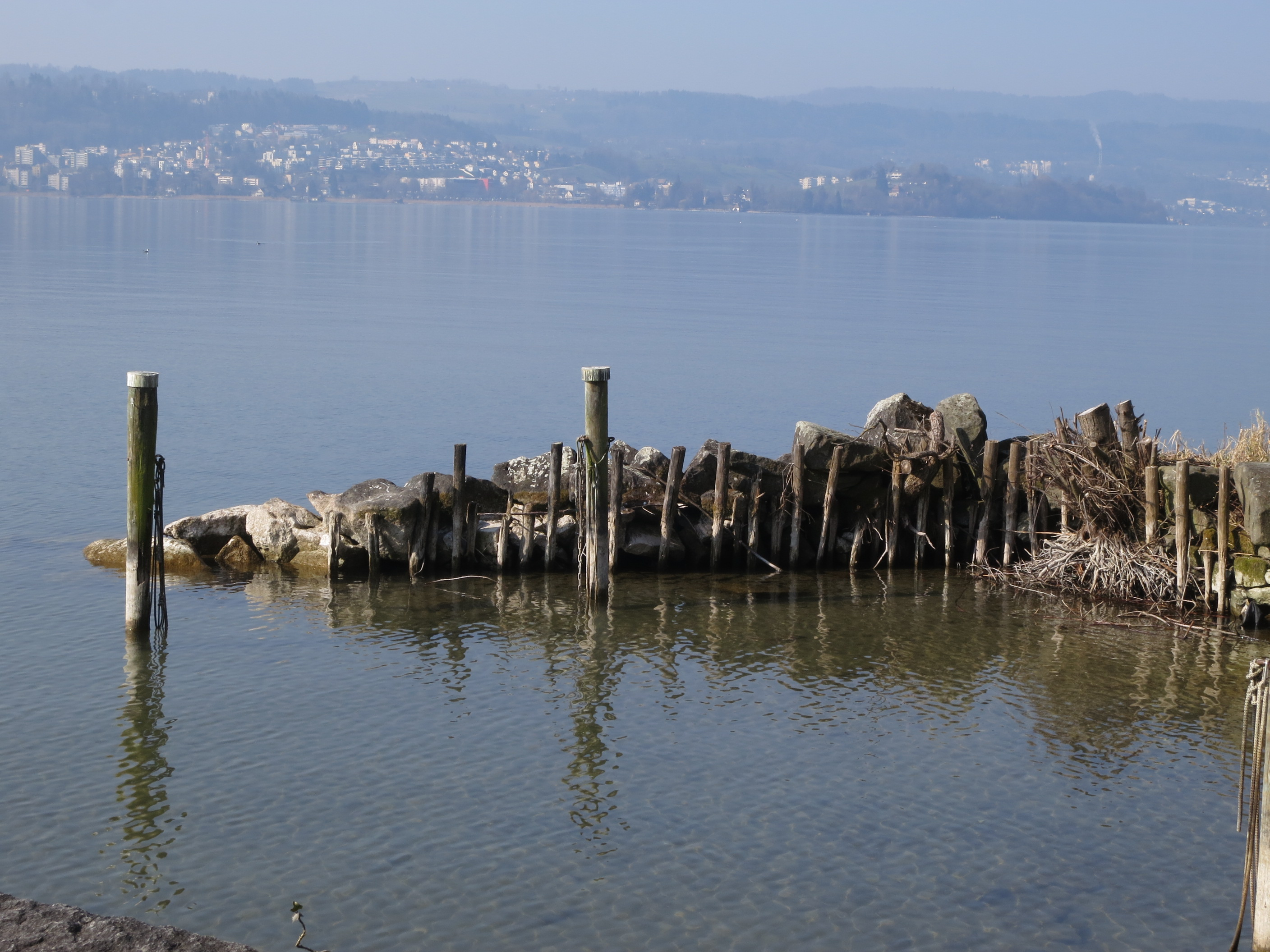
Seeufersiedlung

Historisches Luftbild von 1919, aufgenommen von Walter Mittelholzer

Spuren von drei neolithischen Uferdörfern und ein spätbronzezeitlicher Fundplatz sowie ein noch unerforschter Grabhügel wohl aus der älteren Eisenzeit zeugen von einer frühen Besiedlung.

### Mittelalter
Aus frühmittelalterlicher Zeit stammen alemannische Gräber und Spuren einer Kirche aus dem 8. Jahrhundert auf dem Kirchhügel. Der Ortsname Männedorf ist ebenfalls alemannischer Herkunft; erstmals bezeugt findet er sich 933 als Mannidorf. Er ist vermutlich aus dem in St. Galler Urkunden belegten althochdeutschen Personennamen Manno und dem althochdeutschen Gattungswort dorf ‹Weiler, Dorf, Hof, Gehöft› zusammengesetzt. Das ursprüngliche *Mannindorf bedeutete damit ‹Dorf, kleine Siedlung des Manno› (Mannin ist der Genitiv von Manno). Das noch heute in der Mundart geltende -i- in der Mittelsilbe wird schriftsprachlich erst im 18. Jahrhundert durch ein -e- ersetzt.
Die erste urkundliche Erwähnung erfolgte 933 auf der Urkunde einer Schenkung an das Kloster St. Gallen betreffend der Ruppertsmatt, welche heute auf dem Ortsplan nicht mehr ausgewiesen respektive nach der angrenzenden, auf Üetiker Gebiet liegenden Oberstmatt benannt wird. Geschrieben ist das Dokument in der damaligen Amtssprache Latein. Ein gewisser Ruodpert soll es mit Hilfe seines Vogtes Notker verfasst haben. Geschrieben wurde der Text von Chunibert, der sich Subdiakon nennt. Unterschrieben ist die Urkunde von 35 Personen. Am Ende des Dokuments nennt der Verfasser die Jahreszahl sowie «…, 6. Induktion, im 13. Jahr der Herrschaft des Kaiser Heinrich unter dem Grafen Bernhard in den Tagen des Iden des Augusts».

### Frühe Neuzeit
Das ursprünglich von Fischern, Bauern und Winzern bewohnte Dorf gehörte dem Kloster Pfäfers. Aus finanziellen Gründen wurde es später an die Gotteshausleute von Einsiedeln verkauft. Von 1405 bis 1798 war es eine Zürcher Obervogtei, wovon das Untervogthaus im Dorfkern zeugt. Der Untervogt wurde aus der Bevölkerung gewählt und war das höchste Amt, das ein Landbewohner erreichen konnte. Die Zehntenpflicht gegenüber Einsiedeln blieb jedoch bestehen, und der Zehnten musste auf Kosten des Meiers per Schiff ans Statthalteramt in Pfäffikon geliefert werden. Nur wenn es zwei Fuhren gab, übernahm das Kloster die Kosten für die zweite Fahrt. Einsiedeln war auch für die Besoldung des (reformierten) Pfarrers zuständig, was immer wieder zu Unstimmigkeiten führte, da der Einsiedler Abt bei der Festlegung des Lohns von einem zölibatären Priester ausging, während die reformierten Pfarrer Frau und Kinder zu ernähren hatten.

### Neuzeit
Das internationale Knabeninternat «zum Felsenhof» unter Leitung von Friedrich Staub sorgte im 19. Jahrhundert gemäss dem Chronisten nicht nur für einen guten Ruf, sondern auch für ziemliches Aufsehen im Dorf, zählten zu seinen Zöglingen doch auch Russen und Brasilianer.

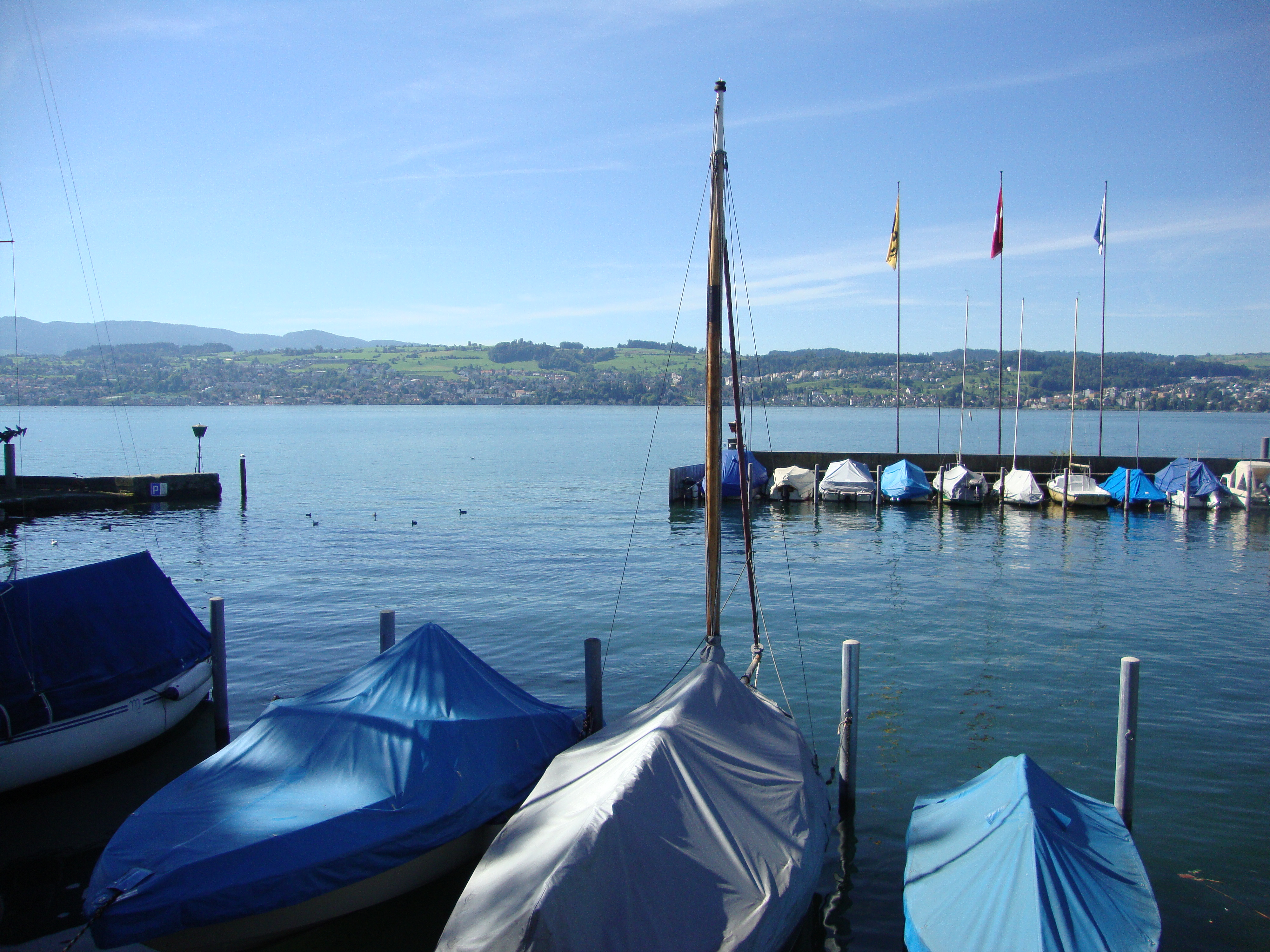
Hafen von Männedorf

Nach dem Bau der Eisenbahn Zürich–Meilen–Rapperswil im Jahre 1894 begann ein wirtschaftlicher Aufschwung. Manche Handwerks- und Industriebetriebe wie Orgelbau, Feinmechanik und Alarmtechnik etablierten sich. In der ehemaligen Büromöbelfabrik Grob im Höchsten, die 1977 ihren Betrieb einstellte, sind heute die Gemeindewerke untergebracht. Die Kaltwalzmaschinenfabrik an der Rohrgasse war 1962 vom damals 69-jährigen Ernst Grob gegründet worden. Auch die Gerberei Staub, Unterlieferant der Transmissionsriemen für Sulzer, und die Seidenweberei Brunner bestehen heute nicht mehr. Brunner hatte seinerzeit (nach der Kreispostdirektion und dem Regierungsrat) das dritte Telefon im Kanton. Dem bäuerlichen Leben entsprechend gab es eine Mühle in der Tiefenau, eine Schmiede und einige kleine Ziegeleien für den örtlichen Bedarf, wovon eine auf dem heutigen Areal des Strandbades stand. Einer Seidenraupenzucht im Widenbad war kein kommerzieller Erfolg beschieden.
Die Gerberei Staub produzierte nach einem Grossbrand unter dem Namen Blue Max noch Treibriemen für eine Winterthurer Maschinenfabrik; heute ist dort die Tecan AG. 1918 wurde die «Schweizer Getränke AG» gegründet, die 1931 nach Obermeilen umzog.

## Wappen

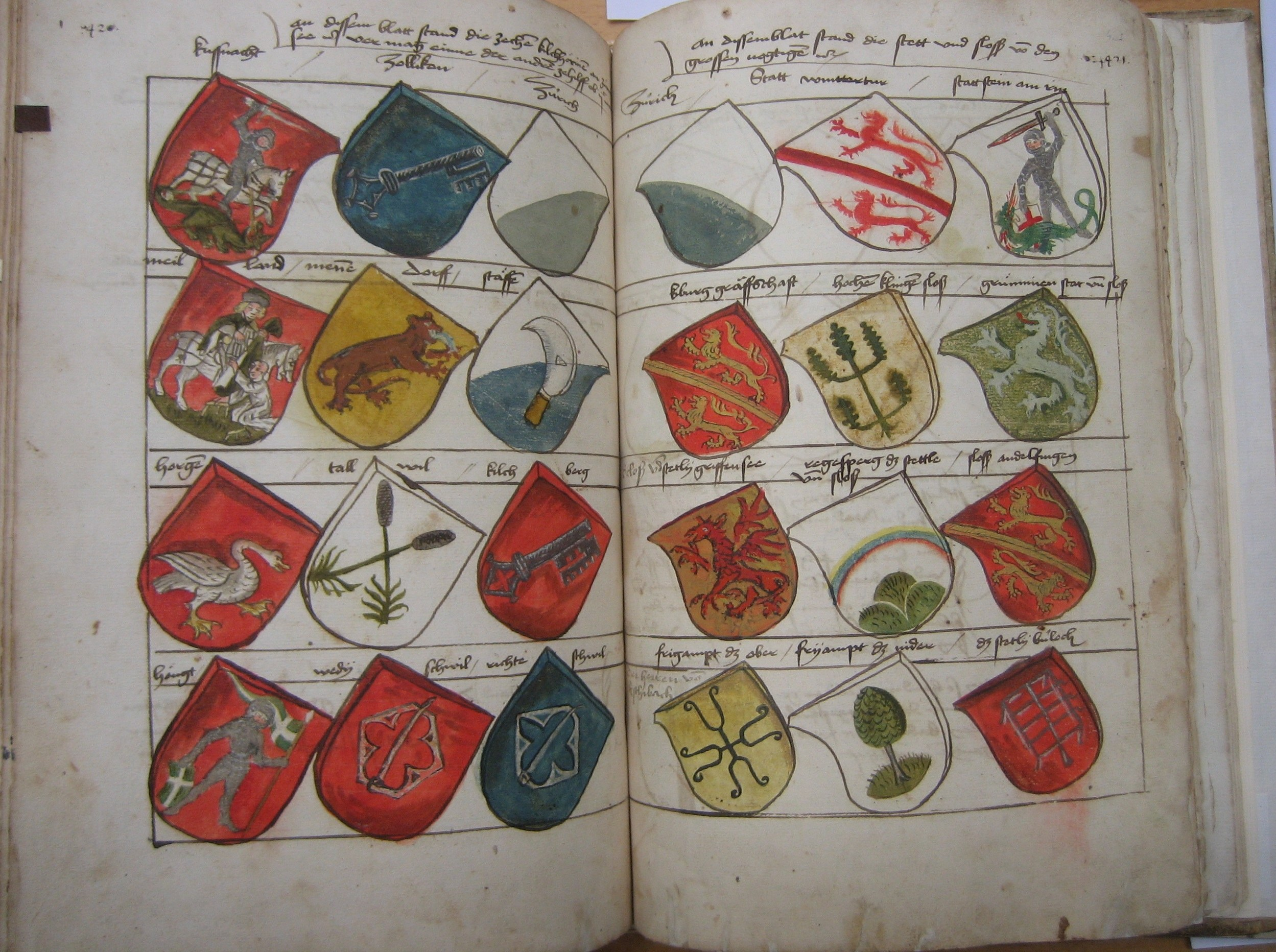
Männedorfer Wappen (Zürcher Chronik 1485/1486) von Gerold Edlibach

Blasonierung:
In Gold ein steigender schwarzer Fischotter, einen blauen Fisch verschlingend
Das Männedorfer Gemeindewappen stammt ursprünglich von Eberhard von Ottikon, der im 15. Jahrhundert als Obervogt von Männedorf amtete. Im Lauf der Geschichte zeigte das Wappen anstelle des Fischotters auch einen Biber, ein Eichhörnchen und einen Löwen. 1930 wurde das Original aus dem 15. Jahrhundert als offizielles Wappen bestimmt.

## Bevölkerung
| Jahr      | 1799  | 1850  | 1900  | 1950  | 1960  | 1970  | 1980  | 1990  | 2000  | 2005  | 2010   | 2015   | 2020   | 2022   |
| --------- | ----- | ----- | ----- | ----- | ----- | ----- | ----- | ----- | ----- | ----- | ------ | ------ | ------ | ------ |
| Einwohner | 2'166 | 2'382 | 2'902 | 4'396 | 6'182 | 7'419 | 7'651 | 7'406 | 8'244 | 9'534 | 10'437 | 10'588 | 11'389 | 11'424 |

- Bevölkerungsdichte: 2397,69 Einw./km²
- Anzahl Privathaushalte: 4985 (Stand: 2021)[12]
- Ausländeranteil: 21,0 % (Stand 2022)[13]

## Schulen

### Primarschule

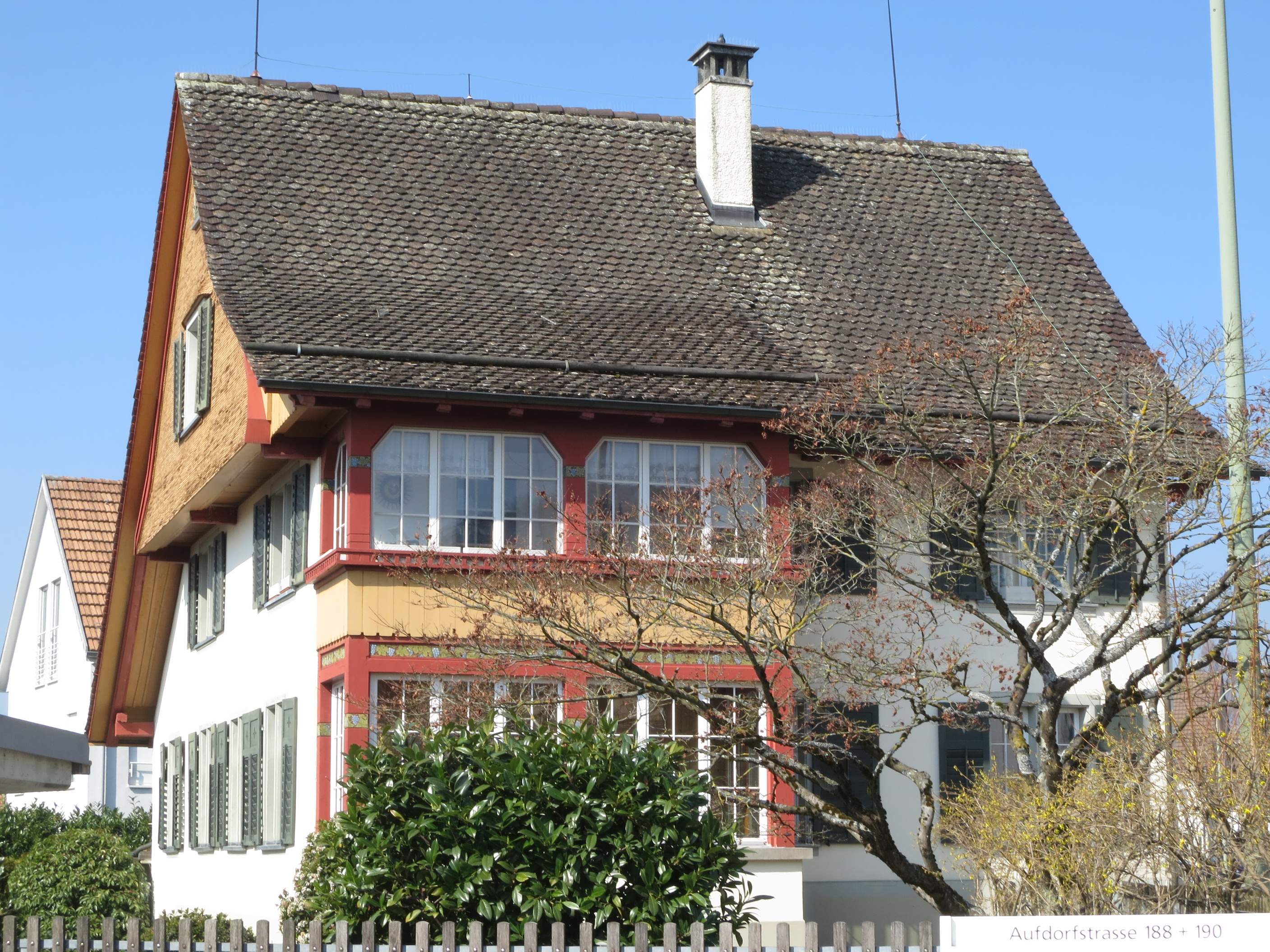
Schulhaus «Auf Dorf» (bis 1835)

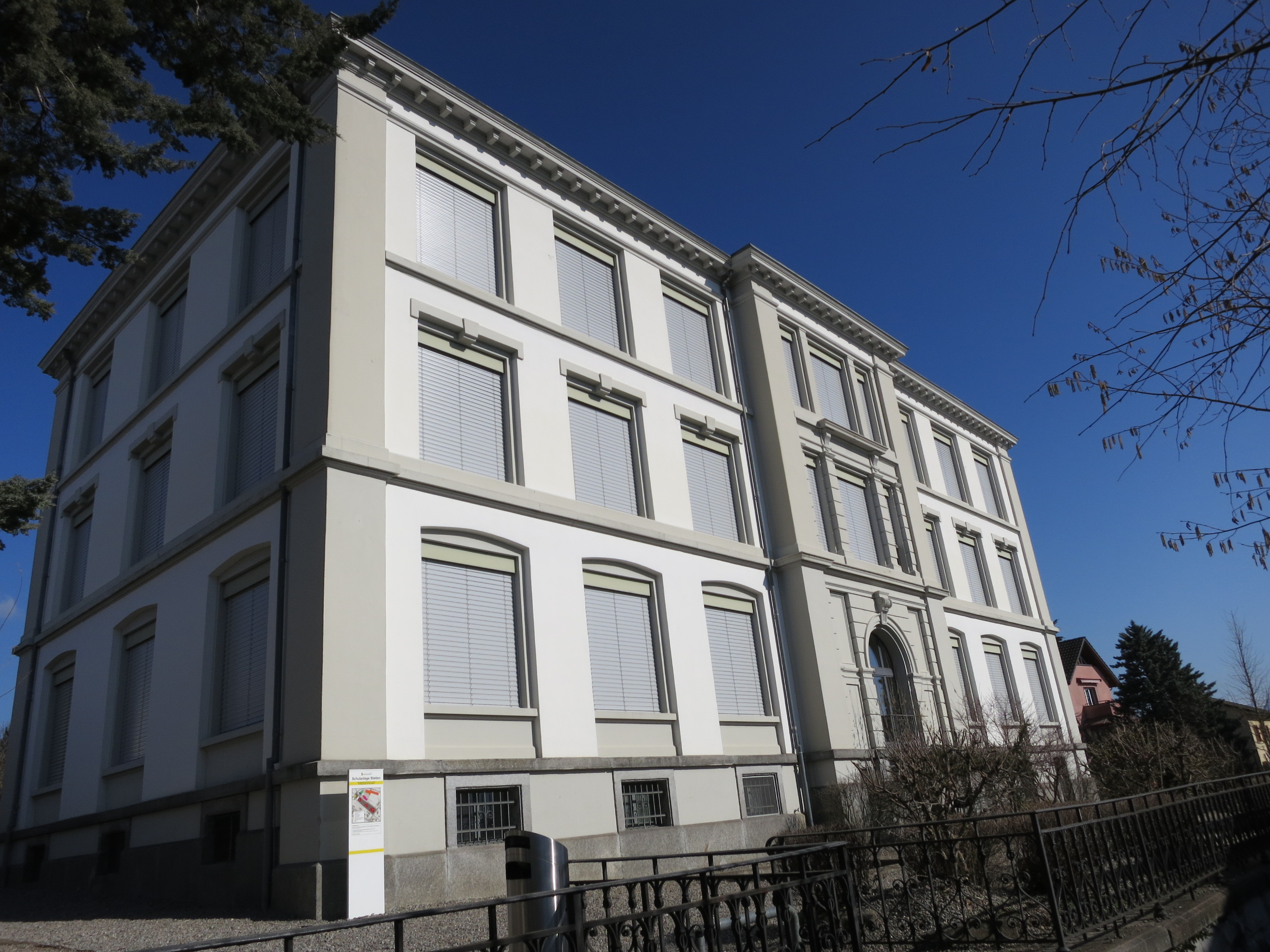
Primarschulhaus (erbaut 1898)

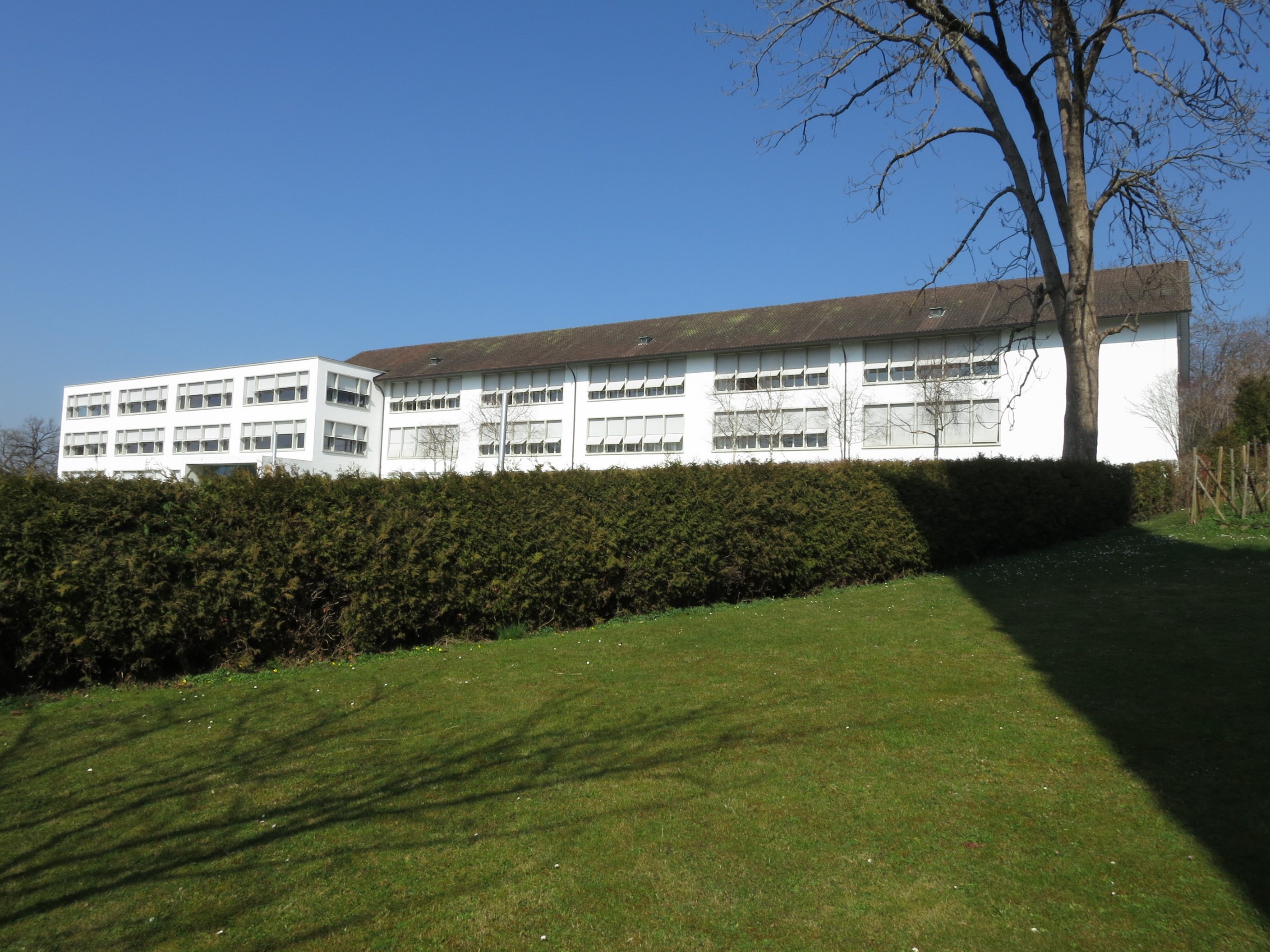
Sekundarschulhaus Männedorf (mit neuem Westflügel und ohne Glockenturm)

Die Primarschule Männedorf war ursprünglich zweigeteilt. Sie bestand aus der Schule im Dorf und einer zweiten «auf Dorf». Im Dorf wurden die Kinder in der Gemeindestube (Gasthaus «Löwen am See», heutiges Altersasyl) unterrichtet. Da diese zu klein war, wurde 1808 an der Brunngasse Land gekauft. Für den Bau des Schulhauses Brunngasse reichte das Geld jedoch erst 1819. Auf Dorf gab es an der Ecke Auf-Dorf-Strasse/Schuelerrain ein Schulhaus. Mit dem Bau des Zentralschulhauses auf Blatten wurde die Schule 1835 vereinigt, und die beiden Schulhäuschen im Dorf und auf Dorf wurden als heute noch bestehende Wohnhäuser verkauft. Das Primarschulhaus mit Bibliothek unterhalb der katholischen Kirche kam 1898 dazu, ergänzt ab 1950 durch das dazwischenliegende alte Sekundarschulhaus.

### Sekundarschule
Im September 1833 wurde durch den damaligen Grossen Rat (Kantonsrat) das Gesetz betreffend die höheren Volksschulen erlassen. Dieses sah für Uetikon, Oetwil und Männedorf einen Sekundarschulkreis vor. Die am 18. November 1833 gewählte 13-köpfige Sekundarschulpflege bezeichnete am 11. April 1834 Männedorf als Schulort. Der erste Jahreskurs begann am 15. Juni 1835 bei Lehrer Johann Jakob Bär im Männedorfer Zentralschulhaus. Die Schülerzahlen verteilten sich zu rund 70 % auf Männedorf, 20 % auf Uetikon und 10 % auf Oetwil. Das Schulgeld wurde mit Gesetz vom 22. Dezember 1872 abgeschafft. Anfang September 1875 wurde östlich des Zentralschulhauses das (alte) Sekundarschulhaus Männedorf bezogen. 1876 wurde eine zweite und 1898 eine dritte Klasse eröffnet, nachdem die lange bei 40 liegende Schülerzahl auf 90 angestiegen war.
Nachdem in Uetikon ein Gemeindehaus mit Schulräumen erstellt worden war, beantragte 1905 die Schulpflege Uetikon, dass Uetikon von der Kreissekundarschule Männedorf-Uetikon-Oetwil getrennt werde, was per 30. April 1908 geschah. Daraufhin wurde die 3. Lehrstelle wieder gestrichen. Der Sekundarschulkreis wurde 1926 per Gesetz aufgehoben. Oetwil und Männedorf bildeten daraufhin einen Zweckverband. 1938 wurde die Sekundarschule mit der Primarschule vereinigt. Zu diesem Zeitpunkt wurde sie von 66 Kindern aus dem Dorf und 6 aus Oetwil besucht.
1950 bezog die Sekundarschule das (neue) Sekundarschulhaus auf Blatten, das 1957/1958 durch eine grosse Turnhalle an der Stelle der Schulscheune ergänzt wurde. Das alte Sekundarschulhaus diente fortan der Primarschule als drittes Schulgebäude.

## Politik
Die Einführung des Proporzwahlrechts auf Kantonsebene führte ab 1917 zur Gründung von Lokalparteien. Sofort formierten sich die Freisinnigen und die Sozialdemokraten, zwei Jahre später die Evangelische Volkspartei. Ab 1920 gab es für sechs Jahre eine Gewerbepartei. Die Christlichsoziale Partei wurde 1928 gegründet. Während des Krieges entstand 1942 eine Ortsgruppe der Demokratischen Partei, die jedoch bald wieder verschwand. Erst 1951 organisierte sich die Bauernpartei.
Bei den Nationalratswahlen erreichten die Parteien folgende Wähleranteile:
|                 | 2007    | 2011    | 2015    | 2019       | 2023    | 2027 |
| --------------- | ------- | ------- | ------- | ---------- | ------- | ---- |
| FDP             | 15,10 % | 14,71 % | 18,38 % | 17,35 %    | 16,52 % |      |
| SP              | 17,51 % | 15,55 % | 19,13 % | 13,49 %    | 17,76 % |      |
| EVP             | 4,12 %  | 2,96 %  | 3,16 %  | 3,39 %     | 2,30 %  |      |
| CSP/CVP / Mitte | 9,68 %  | 6,32    | 5,34 %  | 5,15 %     | 9,28 %  |      |
| BDP / Mitte     | -       | 5,16 %  | 3,08 %  | 1,43 %     | 9,28 %  |      |
| Demokraten      | -       | -       | -       | -          | -       |      |
| BGB/SVP         | 29,59 % | 25,70 % | 27,88 % | 23,60 %    | 24,64 % |      |
| Grüne           | 10,06 % | 8,18 %  | 5,92 %  | 14,03 %    | 8,99 %  |      |
| EDU             | 3,61 %  | 3,04 %  | 2,64 %  | 2,43 %     | 1,92 %  |      |
| GLP             | 8,74 %  | 12,31 % | 7,83 %  | 17,07 %    | 15,57 % |      |
| LdU             | -       | -       | -       | -          | -       |      |
| Andere          |         | (21)    | (24)    | (8) 2,06 % | (12)    |      |

Gemeindepräsident ist seit 2022 Wolfgang Annighöfer (FDP, Stand 2023).

## Infrastruktur

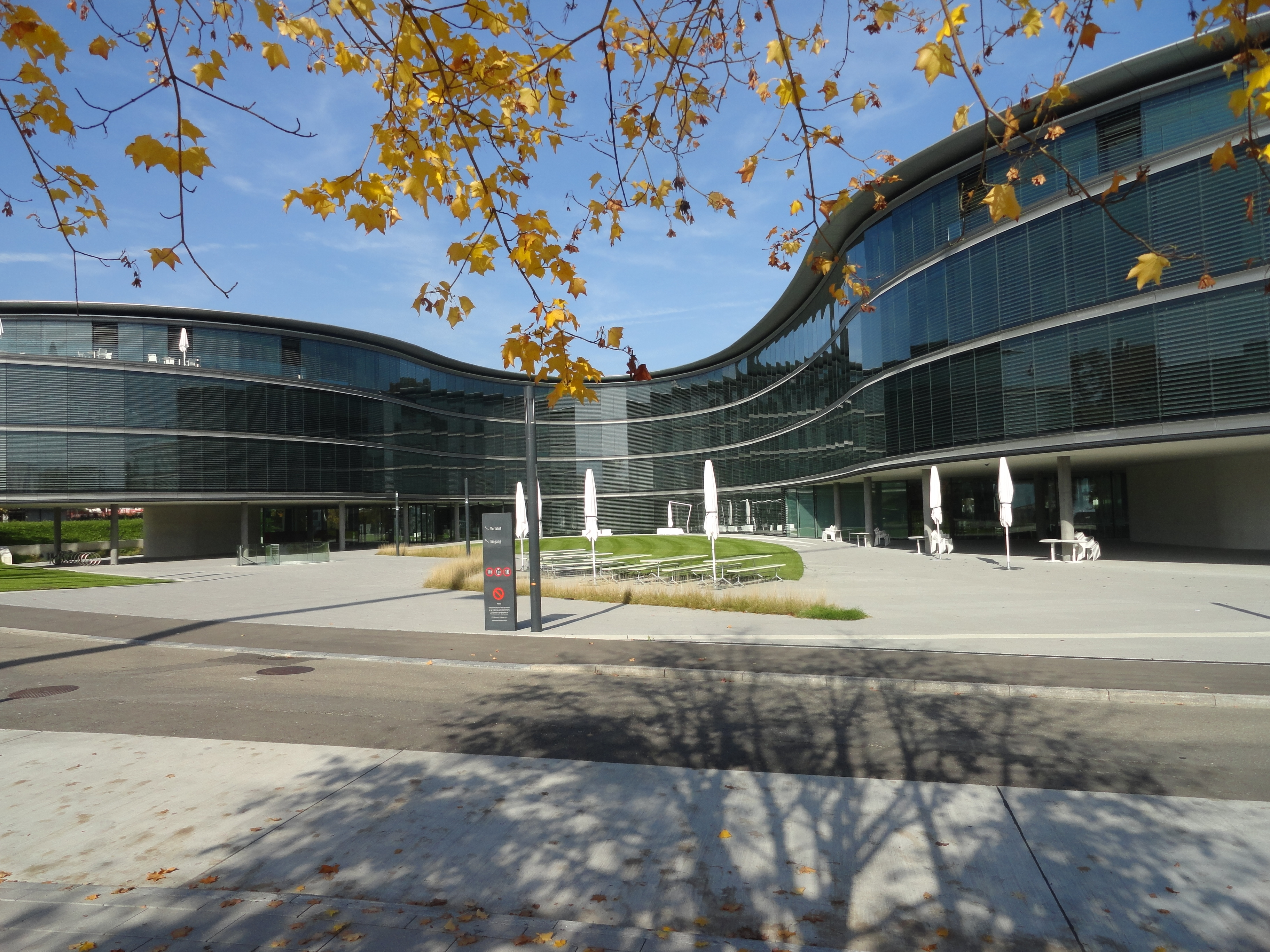
Swarovski-Zentrale von Architekt Christoph Ingenhoven

### Wirtschaft
Männedorf hat ein Hallenbad, mehrere Altersheime, das Kino Wildenmann, mehrere Hotels und das kantonale Kinderheim «Brüschhalde» (ehemaliges Waisenhaus). Neben einigen Industriebetrieben und einem aktiven Gewerbe bieten auch die letzten Landwirtschaftsbetriebe Auskommen. In Männedorf befindet sich der Schweizer Sitz des Tiroler Unternehmens D. Swarovski. Die seit 1864 ansässige Firma Orgelbau Kuhn ist das grösste schweizerische Orgelbauunternehmen. Durch Neubauten und Restaurierungen hat es sich weltweit einen Namen gemacht.
Während rund 30 Jahren war im Ausserfeld die Firma «Cerberus» ansässig. Das zum Elektrowatt-Konzern gehörende Unternehmen war der Weltmarktführer im Brandschutz, bevor es von Siemens übernommen und mit Staefa Control Systems und Landis & Gyr zu Siemens Building Technologies vereinigt und nach Zug verlegt wurde.

### Entsorgung
Abwasser
Das Männedorfer Abwasser wird in der ARA Weiern, zwischen Seestrasse und Hafen, gereinigt.

### Tourismus
Im Bereich Tourismus ist die «Zellersche Anstalt», gegründet von der Gesundbeterin Dorothea Trudel, heute «Bibel- und Erholungsheim», zu nennen. An der Stelle des Schlammbades im Widenbad und einer Badeanstalt im «Laubsägelistil» bei der Pfrunderhaab betreibt die Gemeinde heute das Hallenbad in der Halden und das Strandbad am See im Ausserfeld, das ursprünglich ein privater Betrieb war.

### Sport

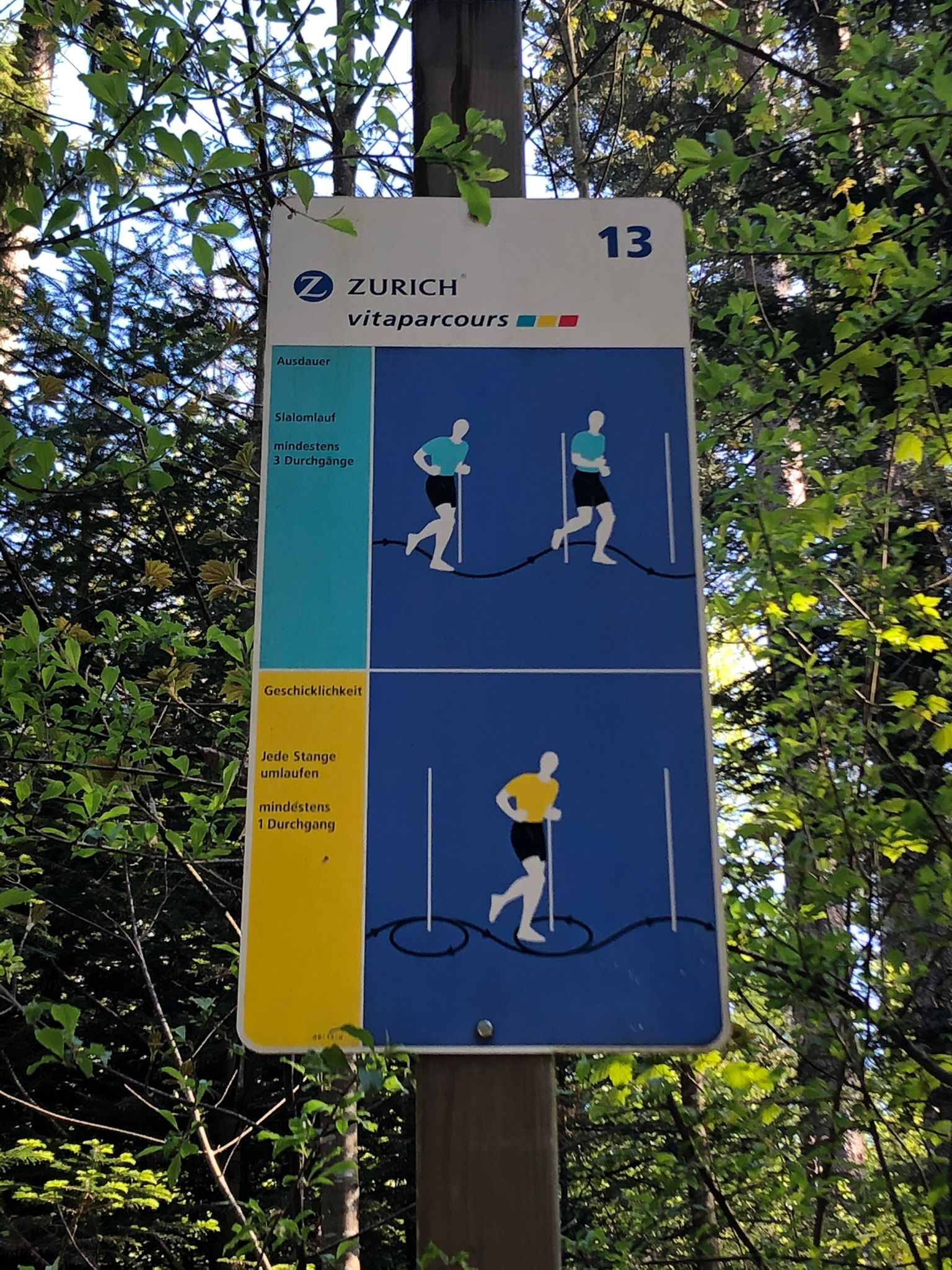
Vitaparcours-Schild in Männedorf, das eine Ausdauer- und eine Geschicklichkeitsübung beschreibt

Der Vitaparcours Chrüzlerboden (Nummer 471) ist 2,6 Kilometer lang und hat 60 Meter Auf- und Abstieg. Charakterisierend für den Männedorfer Parcours sind lange Geraden. Gebaut und unterhalten wird er durch den Turnverein und die Infrastruktur Männedorf.

### Verkehr

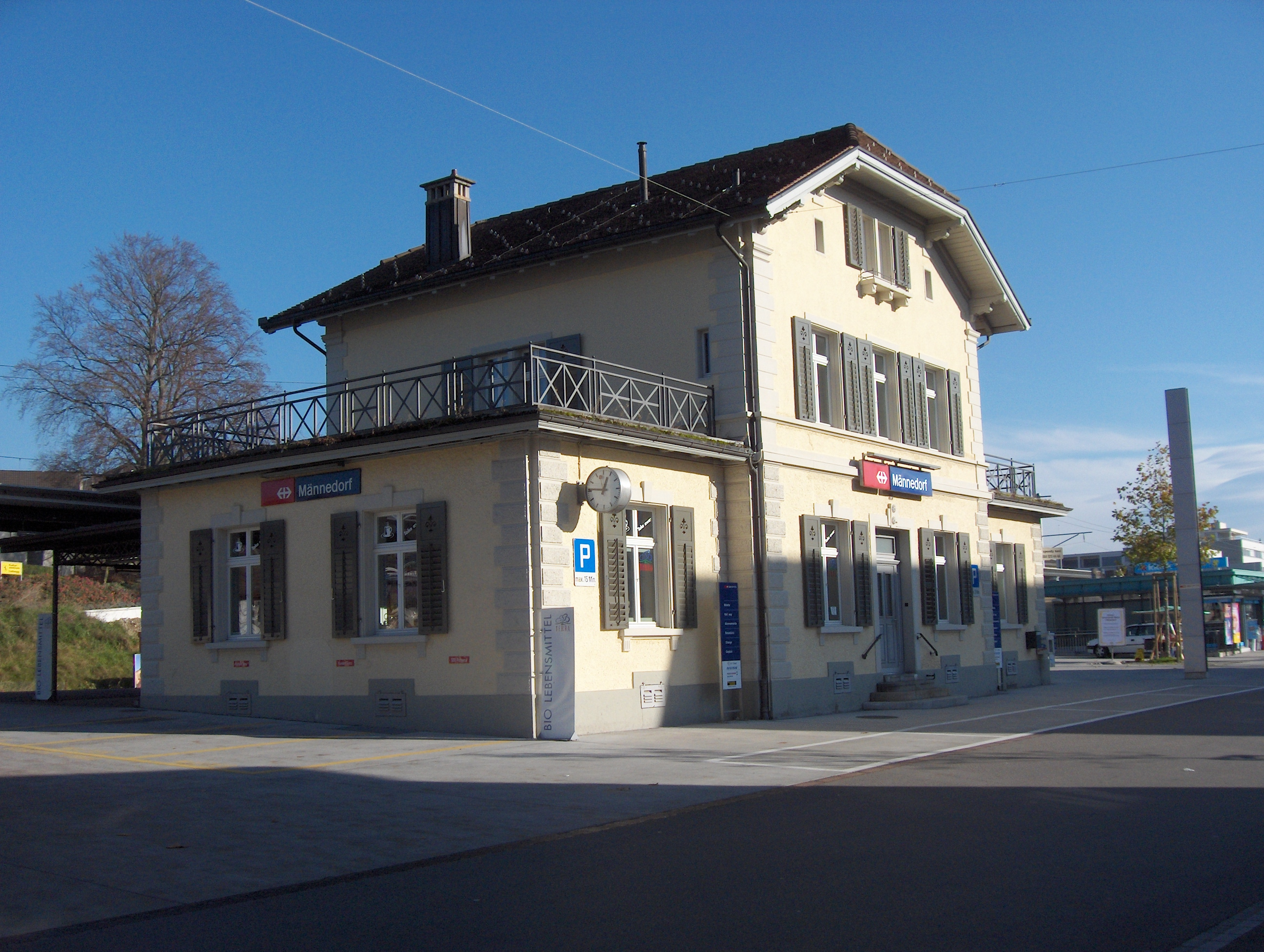
Bahnhof von Männedorf

Männedorf verfügt über ein gut ausgebautes Strassennetz. Die Seestrasse, die Bergstrasse und die Tram-, Aufdorf- bzw. Allenbergstrasse sind als Staatsstrassen Hauptträger des motorisierten Verkehrs und gewährleisten die Verbindungen zu den Nachbargemeinden, die bergseits verlaufenden Nebenstrassen die Anbindung der Zürcher Oberländer Orte Oetwil am See und Esslingen-Egg ZH ennet dem Pfannenstiel.
Der öffentliche Verkehr wird von der Zürichsee-Schifffahrtsgesellschaft (ZSG), mit Schiffsverbindung nach Wädenswil, von den Verkehrsbetrieben Zürichsee und Oberland (VZO), mit Autobusverbindung nach Uster und Wetzikon als Nachfolgebetrieb der Wetzikon-Meilen-Bahn (mit Station im Auf Dorf), und den Schweizerischen Bundesbahnen (SBB) getragen. Die rechtsufrige Zürichseebahn (Zürich–Meilen–Rapperswil) gilt als Vorläuferin der S-Bahn Zürich, die Männedorf heute mit der S 7 Winterthur – Kloten – Zürich HB – Meilen – Rapperswil  und an Wochenenden mit der Nacht S-Bahn SN7 Bassersdorf – Kloten – Zürich HB – Meilen – Stäfa  anbindet. In den 1960er-Jahren erhielt sie eigens vom Kanton Zürich finanzierte RABDe-12/12-Triebzüge (Mirage) und den sogenannten «starren Fahrplan» (heute Taktfahrplan). Auf der Linie wurden als Vorläufer der S-Bahn ab 1968 der Halbstundentakt und die Selbstkontrolle getestet und rund 25 Jahre später auf den gesamtschweizerischen Regionalverkehr ausgedehnt. Als Kuriosität verkehrte von 1948 bis 1950 auf Initiative und Rechnung des Verkehrsvereins eine als Ortsbahn oder Tram bezeichnete Busverbindung von der Bahnstation zum Strandbad mit einem Jeep-Sattelschlepper.

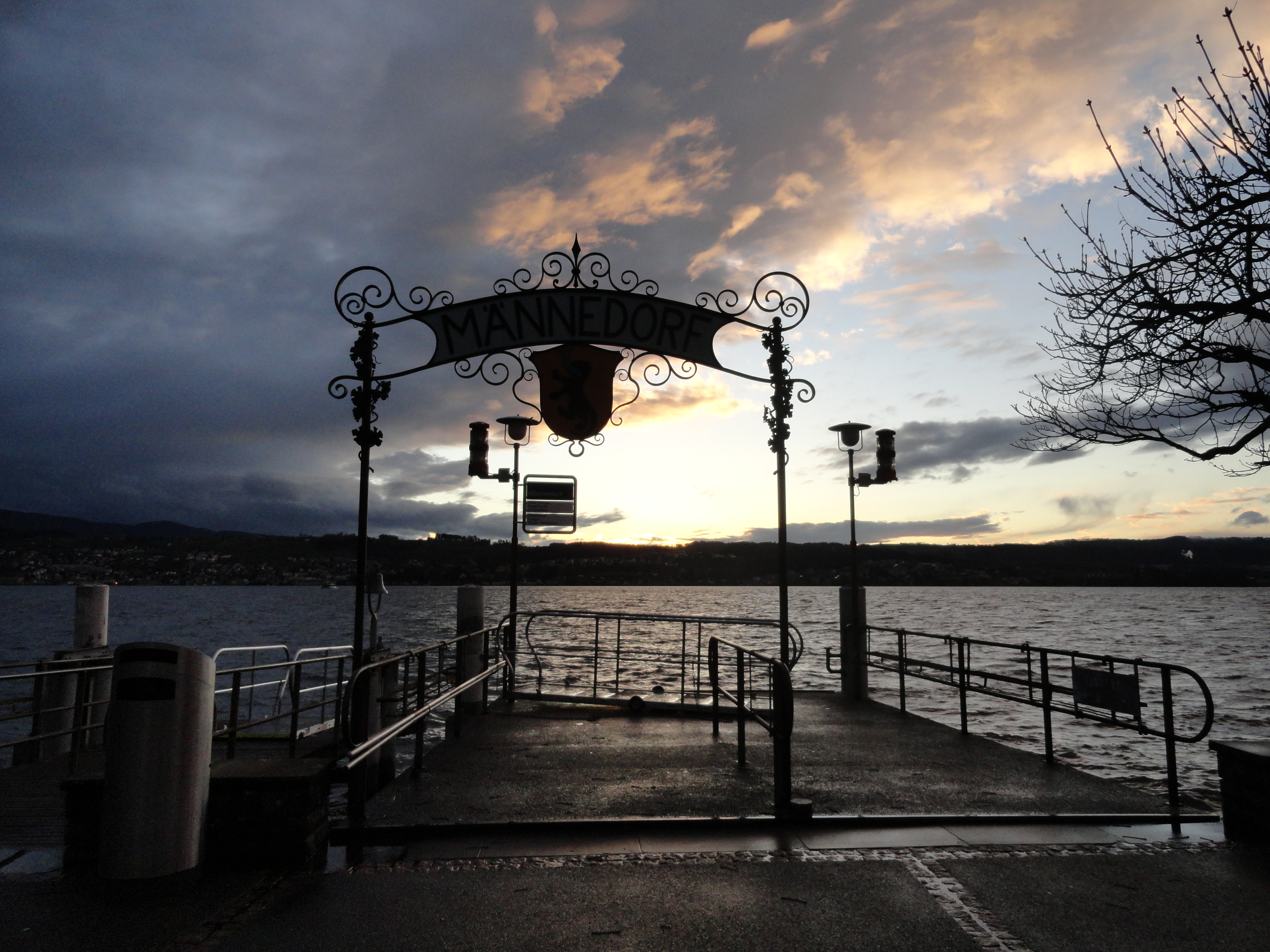
Sonnenuntergang von der Schiffstation in Männedorf aus gesehen.

Der Flughafen Zürich kann von Männedorf aus in rund 30 Minuten per Bahn oder Auto erreicht werden. Ein Teil der Bevölkerung ist seit Oktober 2003 jeweils von 6.00 bis 7.00 Uhr vom Fluglärm durch Südanflüge betroffen.

### Kultur
Das kulturelle Leben der Gemeinde entspringt mehrheitlich privater Initiative. Neben den alten Zürcher Bräuchen wie Schulsilvester, Räbenlichter-Umzügen und Schübligziischtig (belegt bis in die 1980er-Jahre) wurde die Fasnacht von verschiedenen Vereinen am Überleben gehalten, so etwa vom Fussballclub, später vom Familienclub und von der katholischen Kirche.
Die Lesegesellschaft erlebte ihre Blütezeit im 19. Jahrhundert, in dem sie den Anstoss für die Einführung der Wasserversorgung gab. Als Nachfolger organisiert der «Kulturkreis» regelmässig Konzerte und Lesungen.
Oberhalb Männedorfs liegt auf einer Terrasse des Pfannenstiels die älteste Schweizer Evangelische Akademie «Boldern». Seit 1947 finden hier Tagungen zu christlichen und sozialen Themen statt.
Am 20. März 2009 wurde in einer ehemaligen Scheune die Kunstgalerie «Kulturschüür» eröffnet. Lokale und regionale Künstler können dort ihre Werke ausstellen. In der ehemaligen Turnhalle des Schulhauses Blatten, der Aula, finden Konzerte statt.
Die Gemeinde organisiert jährlich einen Projektwettbewerb für die Gestaltung des Aufdorf-Kreisverkehrs. Dabei entfernt man im Dezember die vorherige Gestaltung und ersetzt diese durch einen hohen Tannenbaum, der dann für Weihnachten geschmückt wird.

### Gesundheitswesen

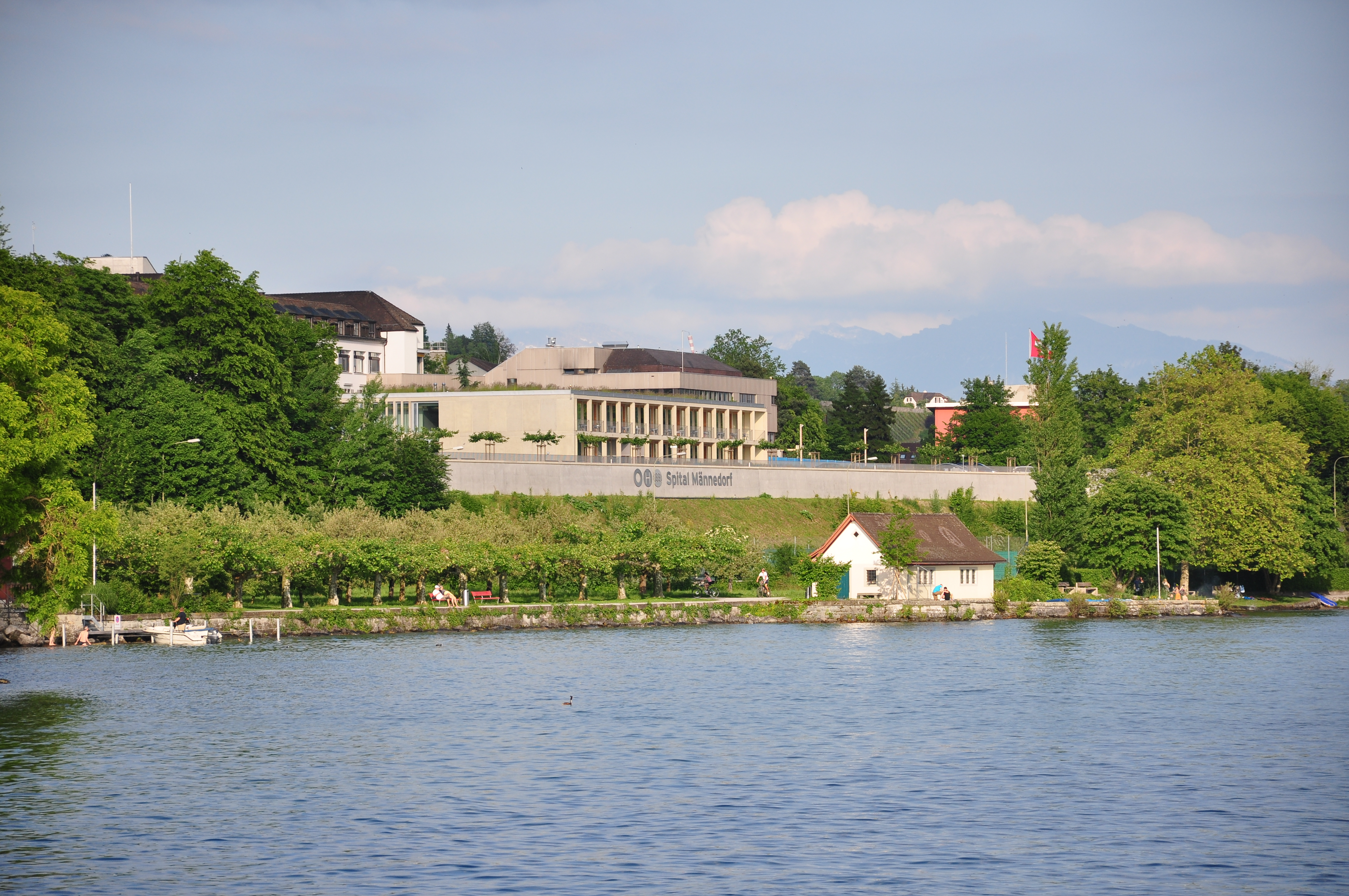
Spital Männedorf, Ansicht vom Zürichsee

Männedorf ist Standort des Spitals Männedorf. Es wurde 1883 gegründet, damals noch unter dem Namen «Kreisasyl» resp. «Kreisspital». Der Betrieb mit ursprünglich neun Betten entwickelte sich im Lauf der Jahre (1920: 100 Betten, 1955: 200 Betten, 2012: 160 Betten) zum modernen Schwerpunktspital des Bezirks. Im Jahre 2012 wurde das Kreisspital von einem Zweckverband in eine Aktiengesellschaft umgewandelt, wobei die bisherigen Trägergemeinden (ohne Oetwil) die neuen Aktionäre sind und ein Aktionärsbindungsvertrag einen Verkauf an Private de facto verhindert.

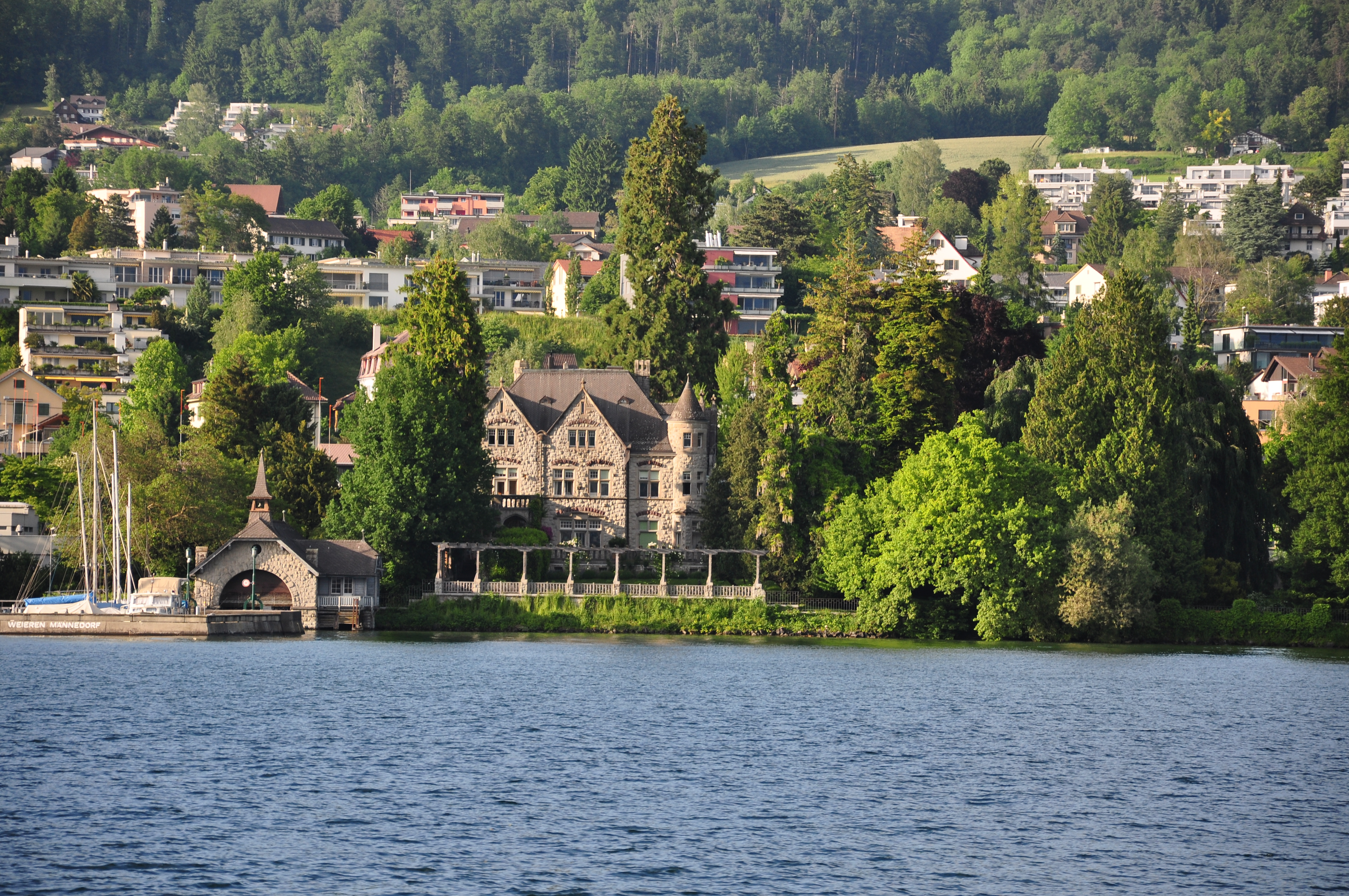
Die «Villa Alma» mit Bootshaus und Park, ursprünglich für die Fabrikanten der Gerberei, heute privates Altersheim und öffentliche Grünanlage

Überdurchschnittlich dicht sind in Männedorf Alters- und Pflegeheime angesiedelt. Dazu gehören das kommunale «Alters- und Pflegeheim Allmendhof» auf der Allmend, das sich aus dem 1819 gegründeten Armenhaus entwickelt hat. Das kleine «Altersheim Seerose» im alten «Löwen» im Dorf gehört zur Bethesda Alterszentren AG. Zuvor wurde sie von einem Verein geführt, nachdem die evangelisch-reformierte Kirchgemeinde den Betrieb hatte einstellen wollen. Das «Altersheim Emmaus» ist ein Betrieb des «Bibelheims» in der Schwerzi, das dort auch Alterswohnungen betreibt. Während das «Alters- und Pflegeheim Sunnmatt» von einer privaten Stiftung getragen wird, ist der Betrieb in der «Villa Alma» eine private Initiative. Neben diesen Heimen gibt es zwei Siedlungen der «Stiftung für Alterswohnungen», eine in der Halden, eine auf der Allmend.
Die Kinderstation Brüschhalde ist eine Einrichtung des Kinder- und Jugendpsychiatrischen Dienstes des Kantons Zürich zur psychiatrischen Abklärung und Behandlung von Kindern und Jugendlichen.

## Kirchen

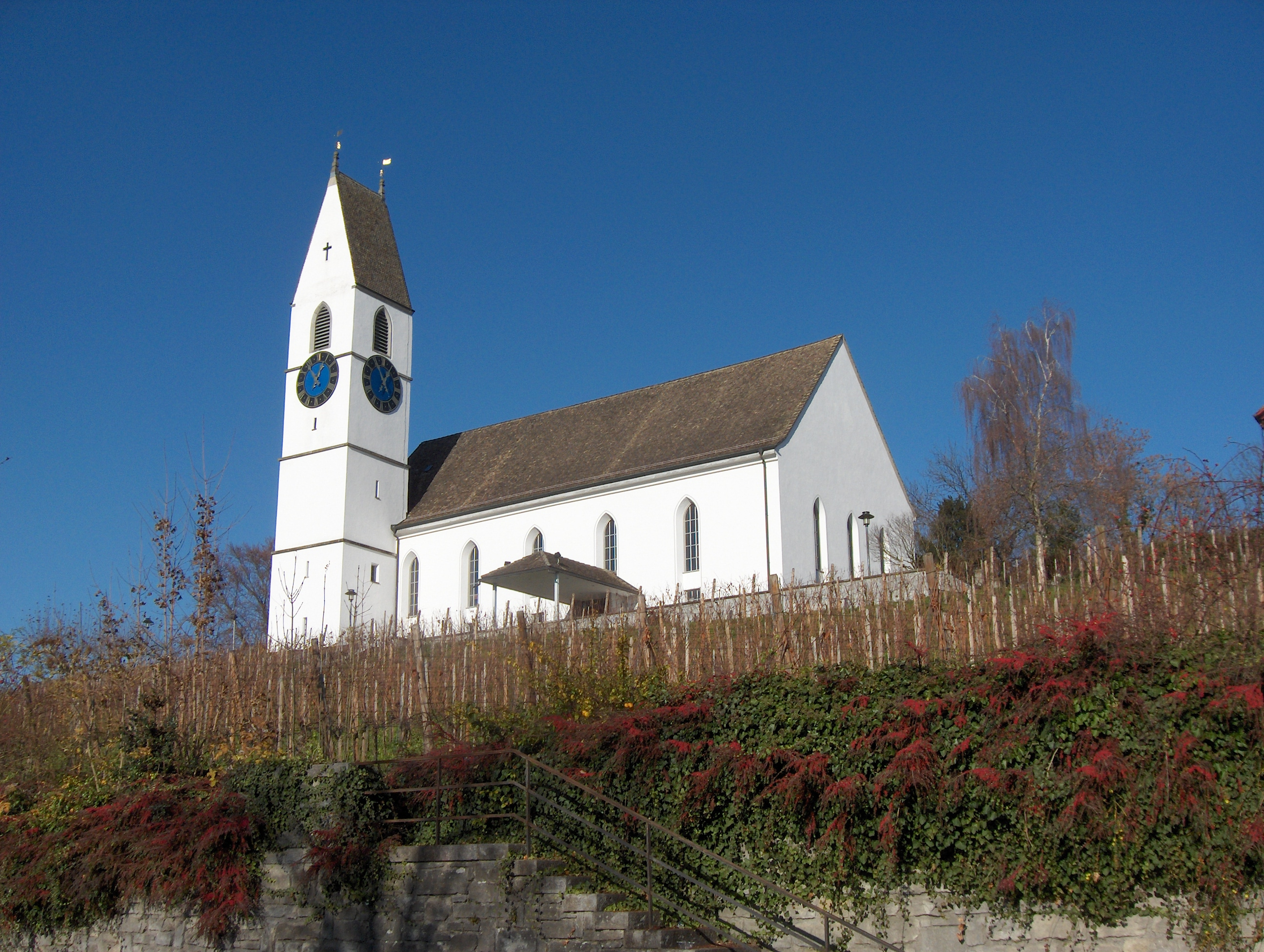
Reformierte Kirche von Männedorf

2009 gehörten 42,13 % der Bevölkerung zur evangelisch-reformierten Kirche, 26,05 % zur römisch-katholischen Kirche, und 31,82 % hatten eine andere oder keine Religionszugehörigkeit. Die katholische Kirche St. Stephan ist der älteste katholische Kirchbau des rechten Zürichseeufers; erbaut wurde sie vom Architekten August Hardegger in den Jahren 1892–1893.
Zur lokalen Sektion der Evangelischen Allianz gehören die Evangelisch-reformierte Kirche, die Evangelisch-methodistische Kirche, das Bibelheim Männedorf und die Christliche Gemeinde Männedorf. Das Bibelheim Männedorf wurde ursprünglich 1854 von Dorothea Trudel als Gebets- und Heilanstalt gegründet, nach ihrem Tod 1862 von Samuel Zeller weitergeführt, in Zellersche Anstalten, 1925 in Anstalt Elim und 1951 in Bibelheim Männedorf umbenannt.

## Persönlichkeiten
- Edi Bär (1913–2008), Volksmusiker
- Caspar Brennwald (1838–1899), Mitbegründer des heutigen DKSH-Konzerns
- Jakob Brennwald (1825–1887), Unternehmer und Politiker
- Zarli Carigiet (1907–1981), Schauspieler und Kabarettist
- Stefan Flückiger (* 1958), Diplomat, in Männedorf geboren
- Elmar Frey (* 1964), Schlagzeuger und Komponist, in Männedorf geboren
- Michael Gamper (* 1967), Literatur und Kulturwissenschaftler, in Männedorf geboren
- Yasmin Giger (* 1999), Hürdenläuferin
- Lukas Gschwend (* 1967), Rechtswissenschaftler und Hochschullehrer
- Thomas Gulich (* 1961), Manager, Unternehmer und ehemaliger Sportfunktionär
- Theodor Gut senior (1890–1953), Chefredaktor, Verleger und Politiker
- Franz Hohler (* 1943), Kabarettist, wohnte in den 1960er-Jahren in Männedorf und schrieb eine gleichnamige Kurzgeschichte[32]
- Barbara Keller-Inhelder (* 1968), Politikerin und Nationalrätin, in Männedorf geboren
- Ulrich Luz (1938–2019), Theologe und Hochschullehrer
- Magdalena Martullo-Blocher (* 1969), Unternehmerin und Politikerin (SVP), in Männedorf geboren
- Ernst Müller (1891–1990), Forstwirt und Staatsbeamter
- Gerhard Müller (1915–1985), Ingenieur, Erfinder des Skilifts
- Adolf Muschg (* 1934), Schriftsteller und Literaturwissenschaftler, wohnt seit 1991 im Hasenacker
- Tanja Odermatt (* 1997), Eiskunstläuferin
- Atsumu Ōmura (* 1942), Klimatologe, wohnt in Männedorf
- Kurt Pahlen (1907–2003), Dirigent, Komponist und Musikwissenschaftler
- Oliver Rihs (* 1971), Filmregisseur, Drehbuchautor und Filmproduzent
- Seraina Rohrer (* 1977), Filmwissenschaftlerin
- Ernst Solèr (1960–2008), Redaktor, Schriftsteller, Krimi-Autor
- Anne Spoerry (1918–1999), Ärztin im KZ Ravensbrück und in Kenia
- Emil Staub (1867–1929), Fabrikant und Mäzen von Othmar Schoeck
- Friedrich Staub (1826–1896), Philologe und 1850 bis 1858 Besitzer des Knabenerziehungsinstitutes zum Felsenhof, Begründer des Schweizerischen Idiotikons
- Roger Stein (* 1975), Autor, Komponist, Musiker (Gruppe Wortfront)
- Gunta Stölzl (1897–1983), Textilgestalterin; sie war die erste Meisterin des Bauhauses. In Männedorf fand sie ihre letzte Ruhestätte.
- Marc Sway (* 1979), Musiker, in Männedorf aufgewachsen
- Samuel Weiss (* 1967), Schauspieler und Theaterregisseur
- Kaspar Wetli (1822–1889), Kantonsingenieur, Eisenbahnpionier und Initiant für die Eisenbahnstrecke über Männedorf
- Elisa Wipf (1882–1929), Germanistin, Lehrerin und Redaktorin, geboren in Männedorf
- Jo Zeller (* 1955), Rennfahrer

## Galerie

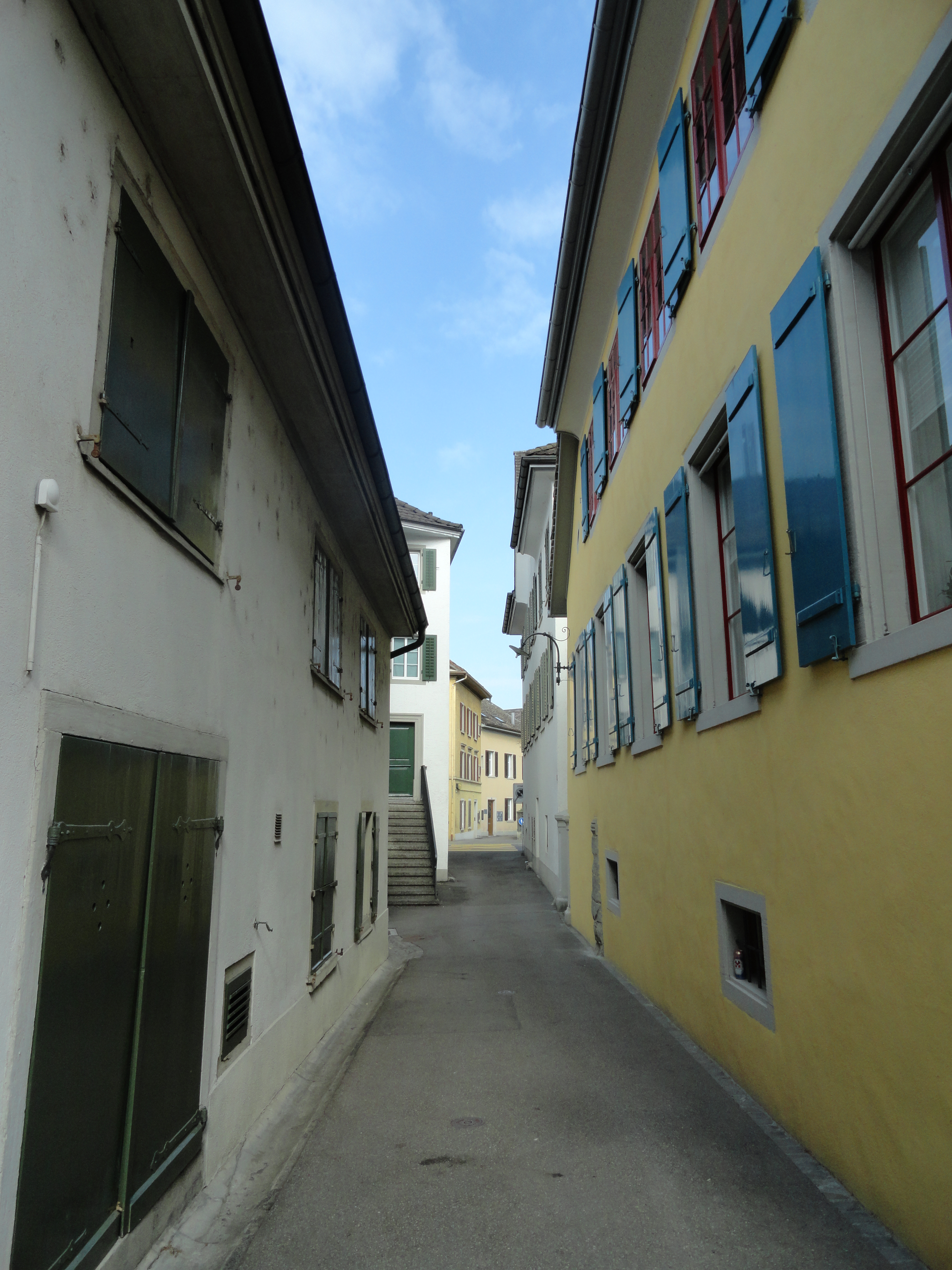
Im Ortskern von Männedorf
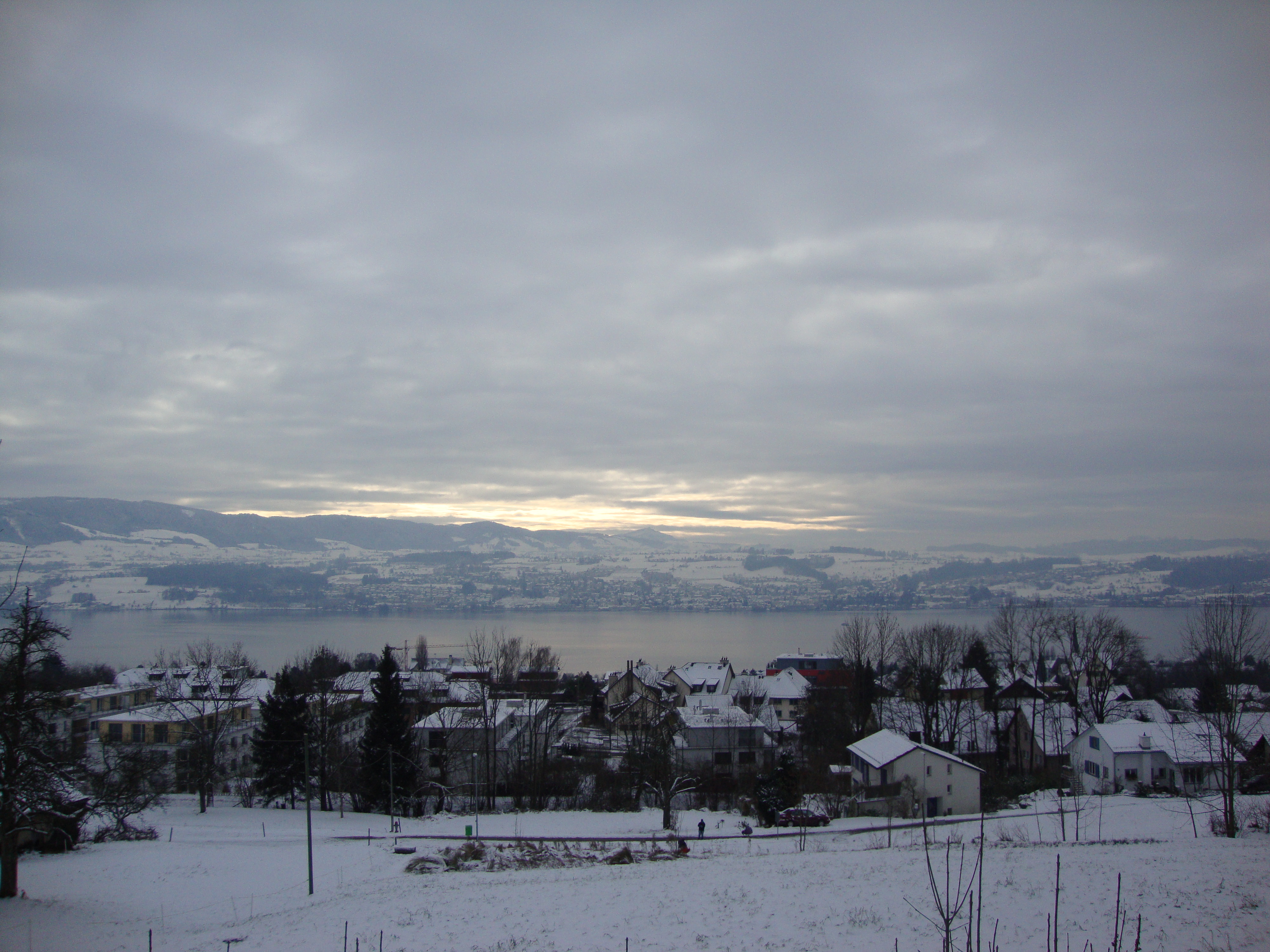
Männedorf im Winter
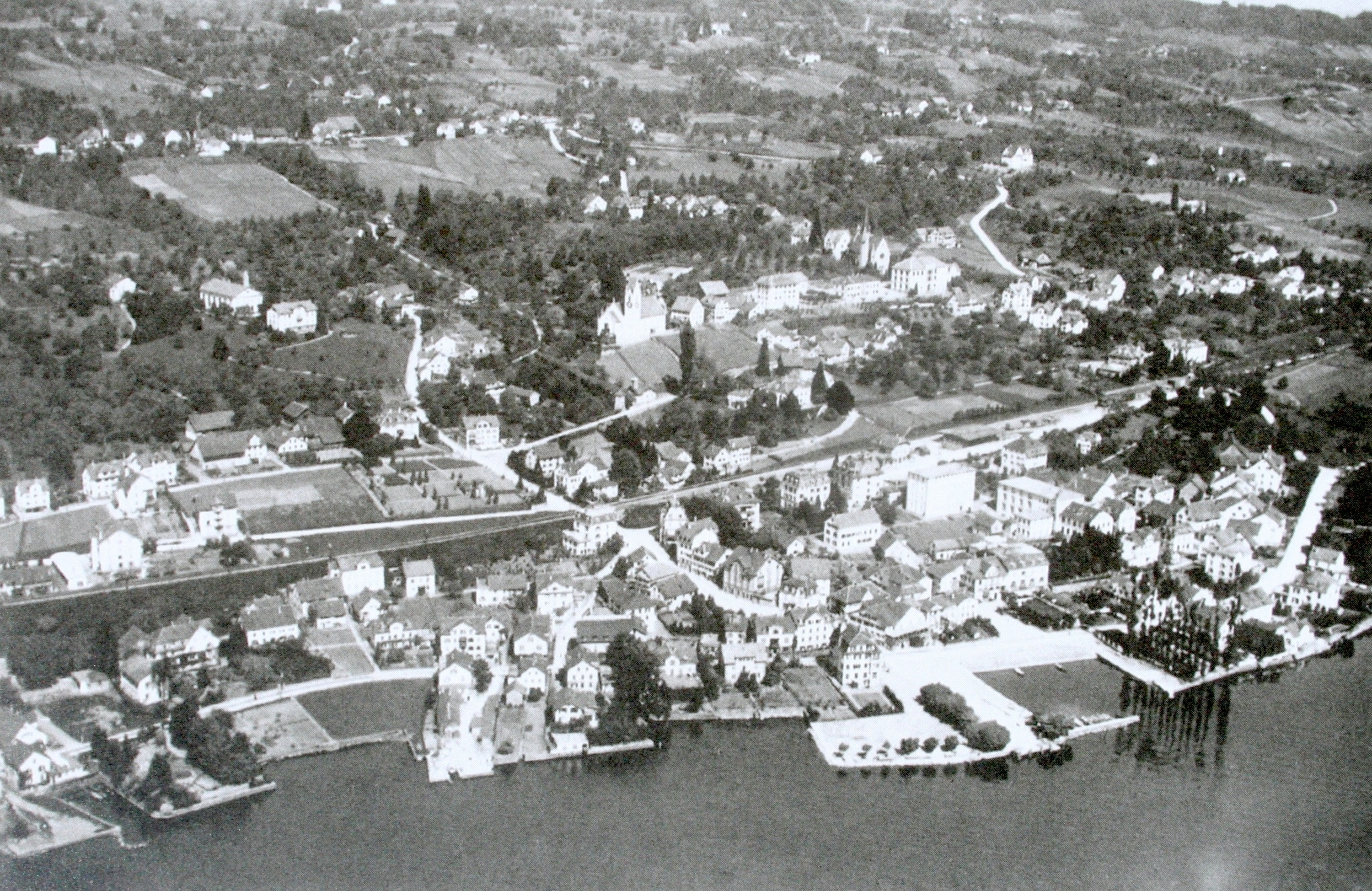
Flugaufnahme Walter Mittelholzers von Männedorf
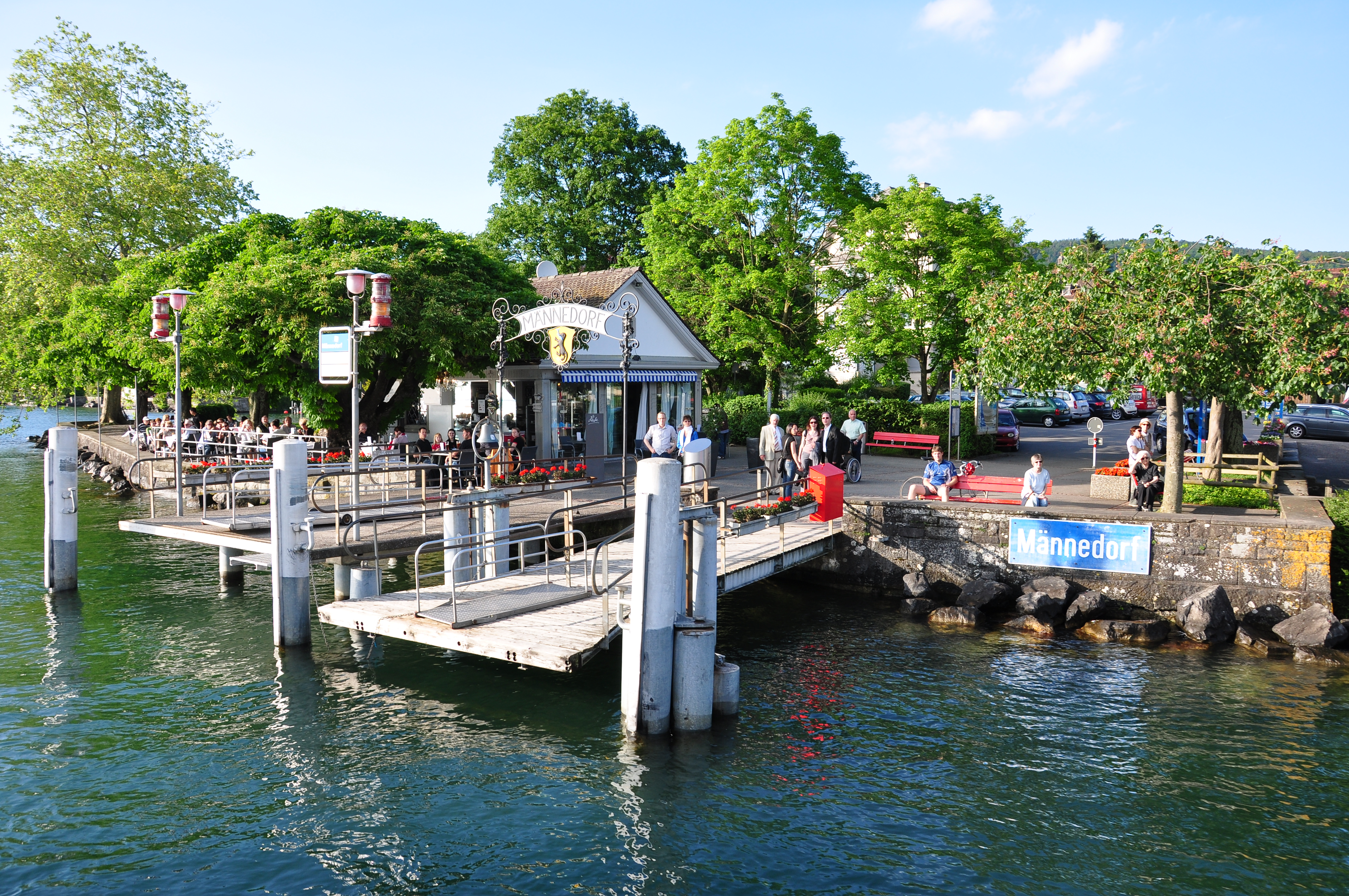
Schiffsanlegestelle Männedorf
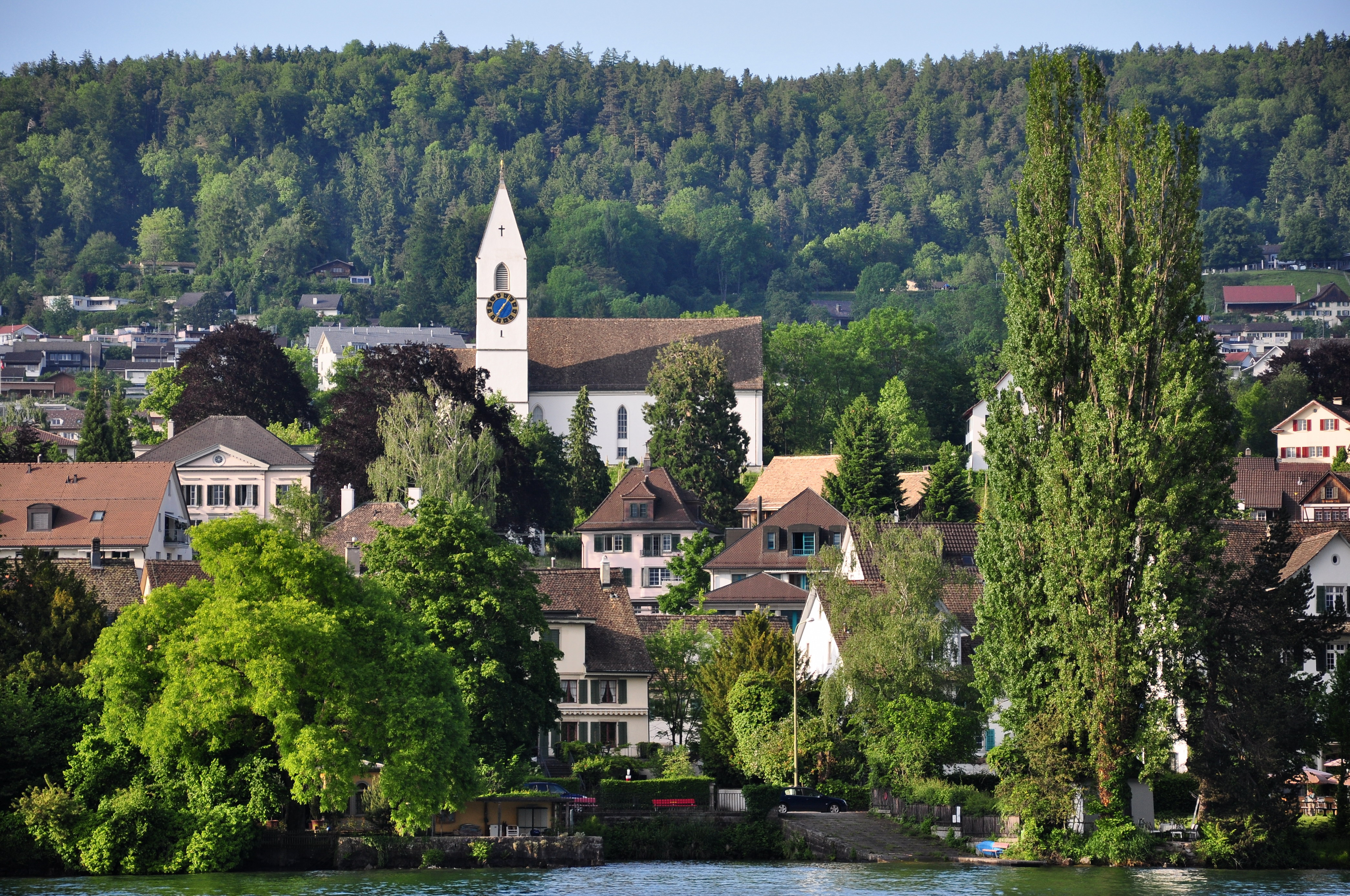
Männedorf vom Zürichsee aus gesehen